# Acanthoprasium
Acanthoprasium es un género de plantas con flores perteneciente a la familia Lamiaceae. Anteriormente se había colocado como sinónimo de Ballota, así como también algunas especies dentro de este.

## Distribución
El área de distribución nativa de este género se extiende desde Francia e Italia (especialmente, en el suroeste de los Alpes), hasta Chipre y el oeste de Irán.

## Taxonomía
Fue descrito inicialmente por George Bentham como Ballota sect. Acanthoprasium y publicado en Labiatarum Genera et Species 598, en 1834, actualmente, es tanto un sinónimo como el basónimo de esta; y ulteriormente, sería elevado a género por Édouard Spach en Histoire Naturelle des Végétaux. Phanérogames 9: 166, en 1840.

#### Etimología
Acanthoprasium: nombre genérico que se deriva de la combinación del vocablo griego ἄκανθα (ákantha); "espina", y del género Prasium, en referencia tanto a la semejanza morfológica que poseen las especies de este último género, como al cáliz espinoso que poseen las especies de este género.

## Especies
Comprende 3 especies descritas y aceptadas:
- Acanthoprasium frutescens (L.) Spenn., 1843
- Acanthoprasium integrifolium (Benth.) Ryding, 2011
- Acanthoprasium lorestanicum (Dehshiri & Mozaff.) Bordbar & Mirtadz., 2024